# Автогамия
Автогамия е процесът на оплождане на гамети от един и същ индивид.
- При животните – самооплождане: оплождане на яйцата със сперматозоиди от същия индивид (при едноклетъчните – свързване на две дъщерни клетки);
- При растенията – самоопрашване: опрашване с прашец от същото растение. Често се наблюдава при някои културни растения. Ако се извършва постоянно, обикновено води до дегенерация, затова се прилага изкуствено опрашване.